# Cala Nau
Cala Nau  és una badia i platja situada al municipi de Sant Llorenç des Cardassar, a la costa est de l'illa de Mallorca. Forma part del nucli turístic de Cala Millor. No s'ha de confondre amb Cala sa Nau, de Felanitx.
El nom, segons investigacions locals, podria estar relacionat amb un antic naufragi ocorregut en aquesta zona. A l'entorn hi ha fragments de ceràmica, esferes de ferro massís i altres restes metàl·liques incrustades a les roques, indicant la possible presència d'un vaixell enfonsat. Tot i que també es va plantejar la hipòtesi que la cala fos un punt de càrrega i descàrrega, aquesta opció es descarta per les condicions adverses del lloc, exposat al fort onatge i amb un fons ple d'esculls. El topònim ja apareix el 1579, a un manuscrit titulat El borrador de la isla de Mallorca.
Cala Nau és una platja urbana d'aproximadament 200 metres de longitud i uns 30 metres d'amplada. Compta amb una pendent suau, que la fa especialment segura. Està envoltada d'un passeig marítim amb palmeres i zones enjardinades, darrere del qual es troben nombrosos hotels, restaurants i comerços. La platja és la prolongació sud de la platja de Cala Millor. En aquesta zona, es troba la Punta de n'Amer, una península natural i protegida (ANEI) que constitueix un espai d'alt valor ecològic.